# بیگانه علیه نینجا
بیگانه علیه نینجا (به ژاپنی: エイリアンVSニンジャ) یک فیلم رزمی و علمی-تخیلی ژاپنی به نویسندگی و کارگردانی سیجی چیبا است که در سال ۲۰۱۰ منتشر شد.

## انتشار
این فیلم توسط استودیو نیک کاتسو تولید شد و در ژوئیه ۲۰۱۰ اکران شود. دی‌وی‌دی و بلوری این فیلم ایالات متحده در ۲۲ فوریه ۲۰۱۱ منتشر شد.